# (9897) Malerba
Pour les articles homonymes, voir Malerba.
(9897) Malerba est un astéroïde de la ceinture principale.

## Description
(9897) Malerba est un astéroïde de la ceinture principale. Il fut découvert le 14 février 1996 à Cima Ekar par Maura Tombelli et Ulisse Munari. Il présente une orbite caractérisée par un demi-grand axe de 2,22 UA, une excentricité de 0,20 et une inclinaison de 6,4° par rapport à l'écliptique.

## Compléments